# Bryan Grieg Fry

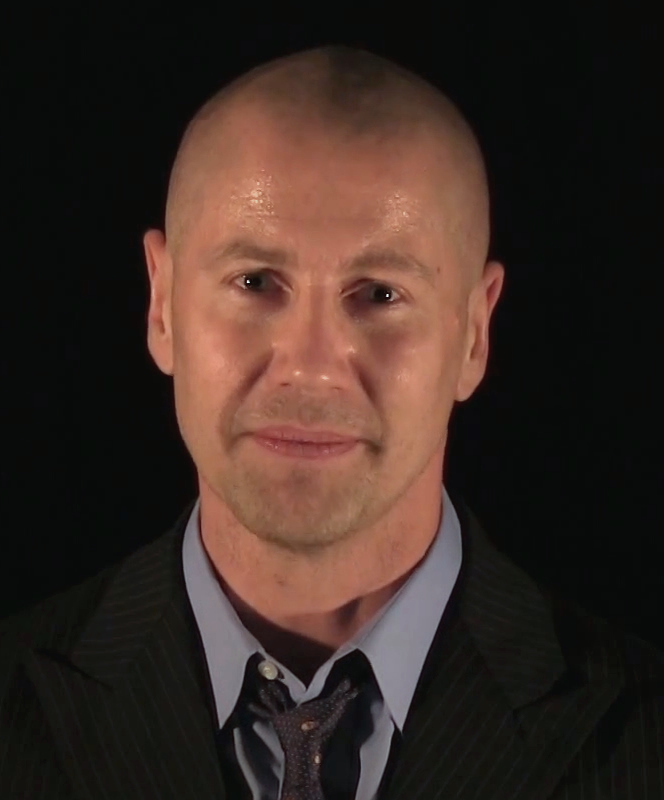
Bryan Fry (2014)

Bryan Grieg Fry (* 1970, USA) ist ein US-amerikanisch-australischer Biologe und bekannt für seine Arbeiten über Zootoxine (Tiergifte), Gifttiere sowie deren Evolution und Möglichkeiten, Tiergifte medizinisch zu nutzen.

## Leben
Bryan Fry wurde 1970 in den Vereinigten Staaten geboren. Er studierte an der Portland State University, Oregon, und schloss mit Bachelor of Science (B.Sc. hon.) in Molekularbiologie sowie Bachelor of Arts (B.A. hon.) Wissenschaftsphilosophie sowie B.A. in Psychologie als Nebenfach ab (1990 bis 1995). Anschließend ging er nach Australien, wo er von 1997 bis 2000 an der University of Queensland der Erforschung der Toxine des Inlandtaipans (Oxyuranus microlepidotus) nachging und 2002 zum PhD promoviert wurde (Institute for Molecular Biosciences, Centre for Drug Design and Development). Im Jahr 2000 war er als wissenschaftlicher Mitarbeiter der Australian Venom Research Unit (AVRU) (University of Melbourne) tätig. Schließlich ging Fry mit einem Postdoc-Stipendium an die National University of Singapore (2001–2002). Hier arbeitete er mit asiatischen Giftschlangen und auf dem Gebiet der Evolution tierischer Gifte (Zootoxine). Von 2003 bis 2006 war Fry als stellvertretender Direktor der AVRU tätig. Im Rahmen eines Forschungsstipendiums des Australian Research Council (ARC) arbeitete Fry von 2007 bis 2011 an der biochemisch-molekularbiologischen Abteilung der University of Melbourne. Seit 2011 ist Bryan Fry außerordentlicher Professor an der School of Biological Science der University of Queensland in Brisbane, wo er zudem Leiter des Venom Evolution Laboratory ist.
Bryan Fry ist bekannt aus TV-Dokumentationen, Produktionen unter anderem von Animal Planet, BBC, Discovery Channel und National Geographic.

## Publikationen (Auswahl)
- Fry et al.: Novel natriuretic peptides from the venom of the inland taipan (Oxyuranus microlepidotus): isolation, chemical and biological characterisation, Biochem. Biophys. Res. Commun. 327:1011–1015 (2005).
- Fry: Venomous reptiles and their toxins - Evolution, Pathophysiology and Biodiscovery, Oxford University Press, 2015.
- Fry et al.: Toxicon - The structural and functional diversification of the Toxicofera reptile venom system (PDF)
- Fry et al.: A central role for venom in predation by Varanus komodoensis (Komodo Dragon) and the extinct giant Varanus (Megalania) prisca. Proceedings of the National Academy of Science, 2009.